# William Demby
William Demby (Pittsburgh, 25 dicembre 1922 – Sag Harbor, 23 maggio 2013) è stato uno scrittore statunitense.

## Biografia
William Demby nacque a Pittsburgh, nella Pennsylvania occidentale, dove il padre lavorava nella compagnia del gas e cantava in un gruppo gospel. La madre, maestra, aveva anche alcuni antenati nativi americani.
Dopo le scuole superiori la famiglia si trasferì a Clarksburg, Virginia Occidentale. Demby frequentò brevemente la West Virginia State University fin quando venne arruolato nell'esercito americano durante la 2ª guerra mondiale, in cavalleria. Fu inviato in Nordafrica e in Italia e in quel periodo scrisse per la rivista dell'esercito, Stars and Stripes.
Rimpatriato, si laureò nella Fisk University a Nashville, nel 1947, dopo di che ritornò in Italia, dove incontrò Lucia Drudi, scrittrice e traduttrice, che sposò nel 1950. La coppia visse a Roma, fino alla separazione nel 1965. Lucia Drudi morì nel 1995. La coppia ebbe un figlio, James Gabriele Demby, che compone e insegna musica in Italia.
Negli anni Cinquanta scrisse vari reportage sul movimento per i diritti civili sulla rivista niuiorchese The Reporter Magazine e varie corrispondenze per altre riviste.
In quel periodo collaborò con vari registi italiani, tra cui Federico Fellini, per le sottotitolature in inglese di numerosi film italiani, e per tradurre sceneggiature. Fu assistente alla regia per i dialoghi nel film Europa '51 di Roberto Rossellini, e anche attore in un ruolo di rilievo nel film Il peccato di Anna diretto da Camillo Mastrocinque.
In seguito incontrò la seconda moglie, Barbara Morris, già conosciuta alla Fisk University anni prima, ex-avvocata presso la NAACP, con cui si sposò nel 2004.
Dal 1969 insegnò inglese al College of the Staten Island of the City of New York, sebbene continuasse a tornare spesso in Italia. Si pensionò alla fine degli anni Ottanta.
Morì il 23 maggio 2013 a Sag Harbor, nell'isola di Long Island, presso New York.

## Opere
Il suo primo romanzo, Festa a Beetlecreek (Beetlecreek, 1950), tratta delle relazioni tra un solitario uomo bianco, un ragazzo nero e la gente di un paese della West Virginia. Romanzo di raffinata impronta esistenzialista, segnò una svolta decisiva negli sviluppi della narrativa afroamericana, emancipandola dagli schemi, ormai meccanici, della "protesta" e inaugurando l'uso simbolico della condizione razziale.
Dopo 15 anni uscì Le catacombe (The Catacombs, 1965), romanzo sperimentale, ambientato a Roma.
Successivamente pubblicò il romanzo Love Story Black, nel 1978, storia di un amore tra una donna anziana e un uomo molto più giovane.
Seguì Blueboy, nel 1979.
Negli ultimi anni prima della scomparsa, vivendo nella sua casa di Sag Harbor a Long Island con la seconda moglie Barbara Morris, e in una villa ereditata dalla prima moglie presso Firenze, ha scritto un ultimo romanzo (King Comus, 2008) rimasto inedito.
Nel 2006 fu insignito del premio Anisfield-Wolf Book Award per il complesso della sua vita letteraria (for lifetime achievement).